# Østre Gasværk Teater
Østre Gasværk Teater, även Østre Gasværk och tidigare bara Gasværket, är en dansk teater, som är inhyst i ett nedlagt gasverk på Østerbro i Köpenhamn. Teatersalen ligger i en rund sal där gasklockan tidigare låg. Byggnaden ritades av Martin Nyrop och uppfördes 1883, den industriella verksamheten upphörde 1969 och i byggnaden uppfördes teater första gången 1979. Teatern har 812 permanenta sittplatser och 12 så kallade "kuddplatser". Det finns möjlighet att utöka antalet sittplatser med ytterligare 200-250 platser med lösa stolar. Det spelas också teater i foajén sedan 2008 under namnet Lille Gasværket. I slutet av 1960-talet använde Det Kongelige Teater utrymmen tillhörande gasverket som förvaringsplats för teaterkulisser.

## Teaterdirektörer
- 1976–1998: Morten Grunwald
- 1998–2007: Lars Kaalund
- 2007-2009: Jon Stephensen
- 2009-2010: Kollektiv ledning
- 2010 – Pia Jette Hansen